# Spiel des Jahres

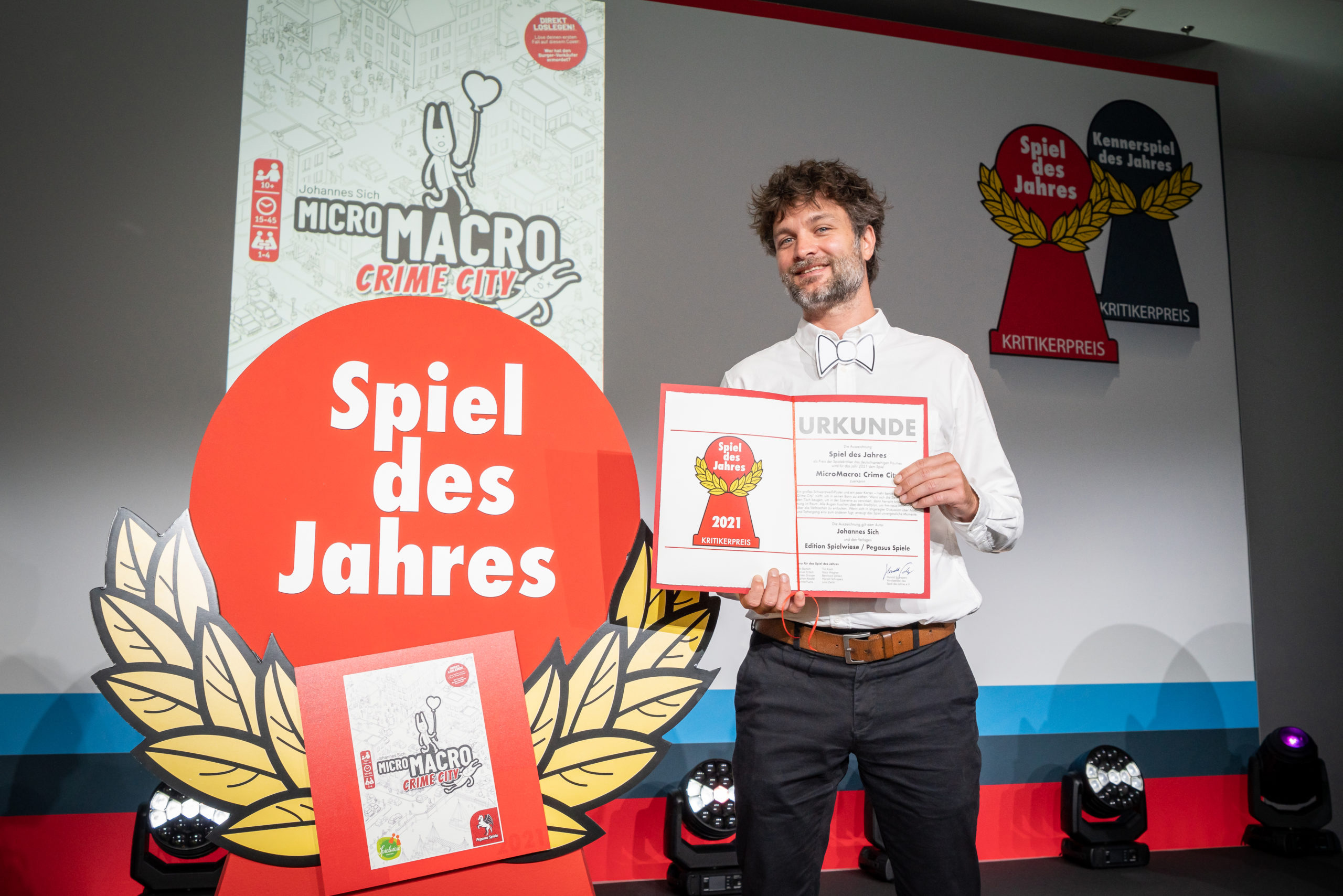
A 2021-es díjátadó

A Spiel des Jahres (németül Az év játéka) egy 1978-ban alapított, évenkénti odaítélésű díj társasjátékok számára. A díj minőségi fokmérőként van jelen a társasjátékok piacán, így a játékok eladási példányszámát már a díjra jelölés is megnöveli (500-3000 darabról akár 10 000 darabra), a nyertesek pedig akár 300 000-500 000 darabot is tudnak értékesíteni.

## A díj elnyerésének feltételei
A díjat egy társasjáték-kritikusokból álló zsűri ítéli oda, melynek tagjai németül beszélő országokból kerülnek ki. A zsűri a döntést megelőző 12 hónapban, Németországban is megjelent játékok közül választ. A díjat „családi társasjáték” kategóriába eső játékok nyerhetik el, így a terepasztalos játékok, szerepjátékok, gyűjthető kártyák nem tartoznak bele a díjra jelölt játékok körébe. 1989 óta külön kategóriát hoztak létre a gyerekeknek szóló társasjátékok számára Az év gyerekjátéka néven.
2011 előtt különdíjakat is odaítéltek, komplexebb játékok számára, például az Agricolának 2008-ban, de ez a különdíj csak alkalomadtán jelent meg a díj történetében. 2011-ben azonban a zsűri létrehozott egy új kategóriát ezeknek a játékoknak is, Kennerspiel des Jahres néven, melyet magyarul Az év gémerjátéka néven neveznek. Gémerjáték minden olyan társasjáték, mely bonyolultabb és hosszabb játékidejű, mint a családi társasjáték, valamint inkább felnőtt korosztálynak szól.
A jelölésekkel egyidejűleg a zsűri szintén megadja az ajánlott játékok listáját, és alkalomszerűen egyéb különdíjakat is kiad.
A játékokat 4 tulajdonság mentén értékelik:
- a játék koncepciója (eredetiség, játszhatóság, játék-érték)
- szabályok (érthetőség, következetesség, felépítés)
- megvalósítás, elrendezés (doboz, tábla, szabályok)
- dizájn (funkcionalitás, kivitelezés)

## Győztesek

### Az év játéka
A táblázat a díj alapításától (1979) mutatja be a győztes játékokat, tervezőiket és kiadóikat.
| Év   | Győztes                              | Tervező                                                                                            | Kiadó                       |
| ---- | ------------------------------------ | -------------------------------------------------------------------------------------------------- | --------------------------- |
| 2024 | A légi társaság                      | Luc Rémond                                                                                         |                             |
| 2023 | Dorfromantik                         | Michael Palm and Lukas Zach                                                                        | Pegasus games               |
| 2022 | Cascadia                             | Randy Flynn                                                                                        |                             |
| 2021 | MicroMacro: Crime City               | Johannes Sich                                                                                      |                             |
| 2020 | Képérzék                             | Daniela és Christian Stöhr                                                                         |                             |
| 2019 | Csak egy                             | Ludovic Roudy, Bruno Sautter                                                                       | Repos production            |
| 2018 | Azul                                 | Michael Kiesling                                                                                   | Next Move Games             |
| 2017 | Kingdomino                           | Bruno Cathala                                                                                      | Pegasus Spiele              |
| 2016 | Codenames / Fedőnevek                | Vlaada Chvátil                                                                                     | Czech Games Edition         |
| 2015 | Colt Express                         | Christophe Raimbault                                                                               | Ludonaute                   |
| 2014 | Camel Up                             | Steffen Bogen                                                                                      | Eggertspiele                |
| 2013 | Hanabi                               | Antoine Bauza                                                                                      | Abacusspiele                |
| 2012 | Kingdom Builder                      | Donald X. Vaccarino                                                                                | Queen Games                 |
| 2011 | Qwirkle                              | Susan McKinley Ross                                                                                | Mindware Spiele             |
| 2010 | Dixit                                | Jean-Louis Roubira                                                                                 | Libellud                    |
| 2009 | Dominion                             | Donald X. Vaccarino                                                                                | Rio Grande Games            |
| 2008 | Keltis                               | Reiner Knizia                                                                                      | Kosmos                      |
| 2007 | Zooloretto                           | Michael Schacht                                                                                    | Abacus Spiele               |
| 2006 | Thurn and Taxis                      | Andreas Seyfarth és Karen Seyfarth                                                                 | Hans im Glück               |
| 2005 | Niagara                              | Thomas Liesching                                                                                   | Zoch Verlag                 |
| 2004 | Ticket to Ride                       | Alan R. Moon                                                                                       | Days of Wonder              |
| 2003 | Alhambra                             | Dirk Henn                                                                                          | Queen Games                 |
| 2002 | Villa Paletti                        | Bill Payne                                                                                         | Zoch Verlag                 |
| 2001 | Carcassonne                          | Klaus-Jürgen Wrede                                                                                 | Hans im Glück               |
| 2000 | Torres                               | Wolfgang Kramer és Michael Kiesling                                                                | Ravensburger                |
| 1999 | Tikal                                | Wolfgang Kramer és Michael Kiesling                                                                | Ravensburger                |
| 1998 | Elfenland                            | Alan R. Moon                                                                                       | Amigo Spiele                |
| 1997 | Mississippi Queen                    | Werner Hodel                                                                                       | Goldsieber                  |
| 1996 | El Grande                            | Wolfgang Kramer és Richard Ulrich                                                                  | Hans im Glück               |
| 1995 | Catan telepesei                      | Klaus Teuber                                                                                       | Kosmos                      |
| 1994 | Manhattan                            | Andreas Seyfarth                                                                                   | Hans im Glück               |
| 1993 | Call my Bluff                        | Richard Borg                                                                                       | F.X. Schmid                 |
| 1992 | Um Reifenbreite                      | Rob Bontenbal                                                                                      | Jumbo (kiadó)               |
| 1991 | Drunter und Drüber                   | Klaus Teuber                                                                                       | Hans im Glück               |
| 1990 | Adel Verpflichtet                    | Klaus Teuber                                                                                       | F.X. Schmid                 |
| 1989 | Café International                   | Rudi Hoffmann                                                                                      | Mattel                      |
| 1988 | Barbarossa                           | Klaus Teuber                                                                                       | Altenburger und Stralsunder |
| 1987 | Auf Achse                            | Wolfgang Kramer                                                                                    | F.X. Schmid                 |
| 1986 | Top Secret Spies                     | Wolfgang Kramer                                                                                    | Ravensburger                |
| 1985 | Sherlock Holmes Consulting Detective | Raymond Edwards, Suzanne Goldberg és Gary Grady                                                    | Kosmos                      |
| 1984 | Railway Rivals                       | David Watts                                                                                        | Schmidt Spiele              |
| 1983 | Scotland Yard                        | Werner Schlegel, Dorothy Garrels, Fritz Ifland, Manfred Burggraf, Werner Scheerer és Wolf Hoermann | Ravensburger                |
| 1982 | Enchanted Forest                     | Alex Randolph és Michel Matschoss                                                                  | Ravensburger                |
| 1981 | Focus                                | Sid Sackson                                                                                        | Parker                      |
| 1980 | Rummikub                             | Ephraim Hertzano                                                                                   | Intelli                     |
| 1979 | Hare and Tortoise                    | David Parlett                                                                                      | Ravensburger                |

### Az év gémerjátéka
| Év   | Győztes                                            | Tervező                              | Kiadó                        |
| ---- | -------------------------------------------------- | ------------------------------------ | ---------------------------- |
| 2019 | Fesztáv                                            | Elizabeth Hargrave                   | Stonemaier Games             |
| 2018 | Kuruzslók Quedlinburgban                           | Wolfgang Warsch                      | Schmidt Spiele               |
| 2017 | Exit - The Game                                    | Inka Brand és Markus Brand           | Kosmos                       |
| 2016 | Isle of Skye: From Chieftain to King /Skye szigete | Andreas Pelikan és Alexander Pfister | Mayfair                      |
| 2015 | Broom Service                                      | Andreas Pelikan és Alexander Pfister | Ravensburger                 |
| 2014 | Istanbul                                           | Rüdiger Dorn                         | Pegasus Spiele               |
| 2013 | Legends of Andor                                   | Michael Menzel                       | Fantasy Flight Games         |
| 2012 | Village                                            | Inka Brand és Markus Brand           | eggertspiele, Pegasus Spiele |
| 2011 | 7 csoda                                            | Antoine Bauza                        | Repos Production             |

## Jelöltek
2005-től az alábbi játékok voltak jelöltek Az év játéka díjra.

### 2018
| Játék neve | Tervező          | Kiadó                         | Díj     |
| ---------- | ---------------- | ----------------------------- | ------- |
| Azul       | Michael Kiesling | Next Move Games               | győztes |
| Luxor      | Rüdiger Dorn     | Queen Games                   | jelölt  |
| The Mind   | Wolfgang Warsch  | Nürnberger-Spielkarten-Verlag | jelölt  |

| Játék neve                      | Tervező                            | Kiadó                       | Díj     |
| ------------------------------- | ---------------------------------- | --------------------------- | ------- |
| Die Quacksalber von Quedlinburg | Wolfgang Warsch                    | Schmidt Games               | győztes |
| Ganz schön clever               | Wolfgang Warsch                    | Schmidt Games               | jelölt  |
| Heaven & Ale                    | Michael Kiesling & Andreas Schmidt | Eggertspiele/Pegasus Spiele | jelölt  |

| Játék neve    | Tervező                                      | Kiadó             | Díj     |
| ------------- | -------------------------------------------- | ----------------- | ------- |
| Funkelschatz  | Lena Burkhardt & Günter Burkhardt            | HABA              | győztes |
| Emojito!      | Urtis Šulinskas                              | HUCH!             | jelölt  |
| Panic Mansion | Asger Sams Granerud & Daniel Skjold Pedersen | Blue Orange Games | jelölt  |

| A játék neve               | Tervező                   | Kiadó | Díj      |
| -------------------------- | ------------------------- | ----- | -------- |
| Pandemic Legacy – Season 2 | Matt Leacock & Rob Daviau | Z-Man | különdíj |

### 2017
A 2017-es díj jelöltjeit 2017. május 22-én jelentették be, a díjakat június 19-én (Az év gyerekjátéka), illetve július 17-én (Az év gémerjátéka és Az év játéka) adták át.
| Játék neve              | Tervező       | Kiadó          | Díj     |
| ----------------------- | ------------- | -------------- | ------- |
| Kingdomino              | Bruno Cathala | Pegasus Spiele | győztes |
| Magic Maze              | Kasper Lapp   | Pegasus Spiele | jelölt  |
| Wettlauf nach El Dorado | Reiner Knizia | Ravensburger   | jelölt  |

| Játék neve            | Tervező                    | Kiadó       | Díj     |
| --------------------- | -------------------------- | ----------- | ------- |
| Exit - The Game       | Inka Brand és Markus Brand | Kosmos      | győztes |
| Räuber der Nordsee    | Shem Philips               | Schwerkraft | jelölt  |
| A Mars terraformálása | Jakob Fryxelius            | Schwerkraft | jelölt  |

| Játék neve          | Tervező                              | Kiadó       | Díj     |
| ------------------- | ------------------------------------ | ----------- | ------- |
| Ice Cool            | Brian Gomez                          | Amigo       | győztes |
| Captain Silver      | Wolfgang Dirscherl és Manfred Reindl | Queen Games | jelölt  |
| Der Mysteriöse Wald | Carlo A. Rossi                       | Iello       | jelölt  |

### 2016
A 2016-os díj jelöltjeit 2016. május 23-án jelentették be, a díjat 2016. július 18-án adták át.
| Játék neve | Tervező             | Kiadó               | Díj     |
| ---------- | ------------------- | ------------------- | ------- |
| Codenames  | Vladimír Chvátil    | Czech Games Edition | győztes |
| Imhotep    | Phil Walker-Harding | Kosmos              | jelölt  |
| Karuba     | Rüdiger Dorn        | Haba toys           | jelölt  |

| Játék neve                           | Tervező                              | Kiadó         | Díj     |
| ------------------------------------ | ------------------------------------ | ------------- | ------- |
| Isle of Skye: From Chieftain to King | Andreas Pelikan és Alexander Pfister | Lookout Games | győztes |
| Pandemic Legacy - Season 1           | Matt Leacock és Rob Daviau           | Z-Man Games   | jelölt  |
| T.I.M.E Stories                      | Manuel Rozoy                         | Space Cowboys | jelölt  |

| Játék neve           | Tervező       | Kiadó          | Díj     |
| -------------------- | ------------- | -------------- | ------- |
| Stone Age Junior     | Marco Teubner | Hans im Glück  | győztes |
| Mmm!                 | Reiner Knizia | Pegasus Spiele | jelölt  |
| Leo muss zum Friseur | Leo Colovini  | Abacausspiele  | jelölt  |

### 2015
A 2015-ös díj jelöltjeit 2015. május 18-án jelentették be. Az év gyerekjátéka díjat 2015. június 8-án, míg Az év gémerjátéka és az Az év játéka díjat 2015. július 6-án adták át.
| Játék neve   | Tervező              | Kiadó                         | Díj     |
| ------------ | -------------------- | ----------------------------- | ------- |
| Colt Express | Christophe Raimbault | Ludonaute                     | győztes |
| Machi Koro   | Masao Suganuma       | Kosmos                        | jelölt  |
| The Game     | Steffen Benndorf     | Nürnberger Spielkarten Verlag | jelölt  |

| Játék neve    | Tervező                              | Kiadó         | Díj     |
| ------------- | ------------------------------------ | ------------- | ------- |
| Broom Service | Andreas Pelikan és Alexander Pfister | Ravensburger  | győztes |
| Elysium       | Brett J. Gilbert és Matthew Dunstan  | Space Cowboys | jelölt  |
| Orléans       | Reiner Stockhausen                   | dlp games     | jelölt  |

| Játék neve     | Tervező                              | Kiadó        | Díj     |
| -------------- | ------------------------------------ | ------------ | ------- |
| Spinderella    | Roberto Fraga                        | Zoch Verlag  | győztes |
| Push a Monster | Wolfgang Dirscherl és Manfred Reindl | Queen Games  | jelölt  |
| Schatz-Rabatz  | Karin Hetling                        | Noris-Spiele | jelölt  |

### 2014
A 2014-es díj jelöltjeit 2014. május 19-én hirdették ki. Az év gyerekjátéka díjat 2014. június 23-án, Az év gémerjátéka és Az év játéka díjakat 2014. július 14-én adták át.
| Játék neve | Tervező                             | Kiadó            | Díj     |
| ---------- | ----------------------------------- | ---------------- | ------- |
| Camel Up   | Steffen Bogen                       | Eggertspiele     | győztes |
| Concept    | Gaëtan Beaujannot és Alain Rivollet | Repos Production | jelölt  |
| Splendor   | Marc Andre                          | Space Cowboys    | jelölt  |

| Játék neve | Tervező                                    | Kiadó          | Díj     |
| ---------- | ------------------------------------------ | -------------- | ------- |
| Istanbul   | Rüdiger Dorn                               | Pegasus Spiele | győztes |
| Rococo     | Matthias Cramer, Louis Malt és Stefan Malz | Eggertspiele   | jelölt  |
| Concordia  | Mac Gerdts                                 | PD-Verlag      | jelölt  |

| Játék neve                           | Tervező                             | Kiadó        | Díj     |
| ------------------------------------ | ----------------------------------- | ------------ | ------- |
| Geister, Geister, Schatzsuchmeister! | Brian Yu                            | Mattel Games | győztes |
| Flizz & Miez                         | Klemens Franz, Hanno Girke, Dale Yu | Stadlbauer   | jelölt  |
| Richard Ritterschlag                 | Johannes Zirm                       | Haba toys    | jelölt  |

### 2013
A 2013-as díj jelöltjeit 2013. május 21-én hirdették ki. Az év gyerekjátéka díjat 2013. június 12-én, Az év gémerjátéka és Az év játéka díjakat 2013. július 8-án adták át.
| A játék neve | Tervező          | Kiadó            | Díj     |
| ------------ | ---------------- | ---------------- | ------- |
| Hanabi       | Antoine Bauza    | Asmodée Éditions | győztes |
| Augustus     | Paolo Mori       | Hurrican         | jelölt  |
| Qwixx        | Steffan Benndorf | GameFactory      | jelölt  |

| A játék neve           | Tervező                             | Kiadó         | Díj     |
| ---------------------- | ----------------------------------- | ------------- | ------- |
| Legends of Andor       | Michael Menzel                      | Kosmos        | győztes |
| Bruges                 | Stefan Feld                         | Hans im Glück | jelölt  |
| The Palaces of Carrara | Michael Kiesling és Wolfgang Kramer | Hans im Glück | jelölt  |

| A játék neve        | Tervező               | Kiadó          | Díj     |
| ------------------- | --------------------- | -------------- | ------- |
| The Enchanted Tower | Inka and Markus Brand | Schmidt Spiele | győztes |
| Gold am Orinoko     | Bernhard Weber        | Haba           | jelölt  |
| Mucca Pazza         | Iris Rossbach         | Zoch Verlag    | jelölt  |

### 2012
A 2012-es díj jelöltjeit 2012. május 21-én hirdették ki, a díjakat pedig 2012. július 9-én adták át.
| A játék neve    | Tervező                         | Kiadó             | Díj     |
| --------------- | ------------------------------- | ----------------- | ------- |
| Kingdom Builder | Donald X. Vaccarino             | Queen Games       | győztes |
| Vegas           | Rüdiger Dorn                    | Alea/Ravensburger | jelölt  |
| Eselsbrücke     | Stefan Dorra and Ralf zur Linde | Schmidt Spiele    | jelölt  |

| A játék neve | Tervező                     | Kiadó                     | Díj     |
| ------------ | --------------------------- | ------------------------- | ------- |
| Village      | Inka Brand and Markus Brand | Pegasus Spiele            | győztes |
| K2           | Adam Kaluza                 | Heidelberger Spieleverlag | jelölt  |
| Targi        | Andreas Steiger             | Kosmos                    | jelölt  |

| A játék neve                  | Tervező       | Kiadó           | Díj     |
| ----------------------------- | ------------- | --------------- | ------- |
| Schnappt Hubi!                | Steffen Bogen | Ravensburger    | győztes |
| Spinnengift und Krötenschleim | Klaus Teuber  | Kosmos          | jelölt  |
| Die kleinen Drachenritter     | Marco Teubner | HUCH! & friends | jelölt  |

### 2011
A 2011-es díj jelöltjeit 2011. május 23-án mutatták be, a győzteseket 2011. június 27-én hirdették ki. 2011 volt az első év, amikor először átadták Az év gémerjátéka díjat.
| A játék neve     | Tervező                             | Kiadó           | Díj     |
| ---------------- | ----------------------------------- | --------------- | ------- |
| Qwirkle          | Susan McKinley Ross                 | Mindware Spiele | győztes |
| Asara            | Wolfgang Kramer és Michael Kiesling | Ravensburger    | jelölt  |
| Forbidden Island | Matt Leacock                        | Schmidt Spiele  | jelölt  |

| A játék neve | Tervező         | Kiadó            | Díj     |
| ------------ | --------------- | ---------------- | ------- |
| 7 csoda      | Antoine Bauza   | Repos Production | győztes |
| Strasbourg   | Stefan Feld     | Pegasus Spiele   | jelölt  |
| Lancaster    | Matthias Cramer | Queen Games      | jelölt  |

### 2010
A 2010-es díj jelöltjeit 2010. május 31-én mutatták be, a győztest 2010. június 28-án hirdették ki.
| A játék neve                          | Tervező                                 | Kiadó                | Díj     |
| ------------------------------------- | --------------------------------------- | -------------------- | ------- |
| Dixit                                 | Jean-Louis Roubira                      | Libellud             | győztes |
| Identik                               | William P. Jacobson és Amanda A. Kohout | Asmodee              | jelölt  |
| A la Carte                            | Karl-Heinz Schmiel                      | Moskito/Heidelberger | jelölt  |
| Roll Through the Ages: The Bronze Age | Matt Leacock                            | Pegasus Spiele       | jelölt  |
| Fresco                                | Marco Ruskowski és Marcel Süßelbeck     | Queen Games          | jelölt  |

### 2009
A 2009-es díj jelöltjeit 2009. május 24-én mutatták be, a győztest 2009. június 29-én hirdették ki.
| A játék neve | Tervező                          | Kiadó          | Díj     |
| ------------ | -------------------------------- | -------------- | ------- |
| Dominion     | Donald X. Vaccarino              | Hans im Glück  | győztes |
| FITS         | Reiner Knizia                    | Ravensburger   | jelölt  |
| Finca        | Ralf zur Linde, Wolfgang Sentker | Hans im Glück  | jelölt  |
| Fauna        | Friedemann Friese                | HUCH & Friends | jelölt  |
| Pandemic     | Matt Leacock                     | Pegasus Spiele | jelölt  |

| A játék neve | Tervező        | Kiadó                | Díj                 |
| ------------ | -------------- | -------------------- | ------------------- |
| GiftTRAP     | Nick Kellet    | GiftTRAP Enterprises | partijáték-díj      |
| Space Alert  | Vlaada Chvatil | Czech Games Edition  | New Game Worlds-díj |

### 2008
A 2008-as díj jelöltjeit 2008. május 25-én mutatták be, a győztest 2008. június 30-án hirdették ki.
| A játék neve | Tervező                                          | Kiadó             | Díj     |
| ------------ | ------------------------------------------------ | ----------------- | ------- |
| Keltis       | Reiner Knizia                                    | Kosmos            | győztes |
| Stone Age    | Michael Tummelhofer                              | Hans im Glück     | jelölt  |
| Witch's Brew | Andreas Pelikan                                  | alea/Ravensburger | jelölt  |
| Blox         | Wolfgang Kramer, Jürgen P.K. Grunau, Hans Raggan | Ravensburger      | jelölt  |
| Suleika      | Dominique Ehrhard                                | Zoch Verlag       | jelölt  |

| A játék neve | Tervező       | Kiadó         | Díj              |
| ------------ | ------------- | ------------- | ---------------- |
| Agricola     | Uwe Rosenberg | Lookout Games | komplexjáték-díj |

### 2007
A 2007-es díj jelöltjeit 2007. május 20-án mutatták be, a győztest 2007. június 25-én hirdették ki.
| A játék neve        | Tervező           | Kiadó         | Díj     |
| ------------------- | ----------------- | ------------- | ------- |
| Zooloretto          | Michael Schacht   | Abacus Spiele | győztes |
| A bagdadi tolvaj    | Thorsten Gimmler  | Queen Games   | jelölt  |
| Jenseits von Theben | Peter Prinz       | Queen Games   | jelölt  |
| Arkadia             | Rüdiger Dorn      | Ravensburger  | jelölt  |
| Yspahan             | Sébastien Pauchon | Ẏstari Games  | jelölt  |

### 2006
A 2006-os díj jelöltjeit 2006. május 28-án mutatták be, a győztest 2006. július 17-én hirdették ki.
| A játék neve    | Tervező                  | Kiadó         | Díj     |
| --------------- | ------------------------ | ------------- | ------- |
| Thurn and Taxis | Karen & Andreas Seyfarth | Hans im Glück | győztes |
| Seeräuber       | Stefan Dorra             | Queen Games   | jelölt  |
| Aqua Romana     | Martin Schlegel          | Queen Games   | jelölt  |
| Just 4 Fun      | Jürgen P.K. Grunau       | Kosmos        | jelölt  |
| Blue Moon City  | Reiner Knizia            | Kosmos        | jelölt  |

A zsűri ebben az évben 2 különdíjat is kiadott, amit olyan játékok kaptak meg, amik túl komplexnek bizonyultak ahhoz, hogy családi játékként lehessen őket aposztrofálni.
- fantasy-játék: Shadows over Camelot – Serge Laget and Bruno Cathala, Days of Wonder
- komplex játék: Caylus – William Attia, Ẏstari Games

### 2005
A 2005-ös díj jelöltjeit 2005. május 8-án mutatták be, a győztest 2005. június 27-én hirdették ki.
| A játék neve                | Tervező                             | Kiadó           | Díj     |
| --------------------------- | ----------------------------------- | --------------- | ------- |
| Niagara                     | Thomas Liesching                    | Zoch Verlag     | győztes |
| Verflixxt                   | Wolfgang Kramer és Michael Kiesling | Ravensburger    | jelölt  |
| Around the World in 80 Days | Michael Rieneck                     | Kosmos          | jelölt  |
| Jambo                       | Rüdiger Dorn                        | Kosmos          | jelölt  |
| Himalaya                    | Régis Bonnessée                     | Tilsit Editions | jelölt  |

## Fordítás
Ez a szócikk részben vagy egészben  a   Spiel des Jahres című angol Wikipédia-szócikk ezen változatának fordításán alapul.  Az eredeti cikk szerkesztőit annak laptörténete sorolja fel. Ez a jelzés csupán a megfogalmazás eredetét és a szerzői jogokat jelzi, nem szolgál a cikkben szereplő információk forrásmegjelöléseként.